# Tiago Ulisses
Tiago Ulisses de Castro e Oliveira (Belo Horizonte, 21 de novembro de 1973) é um advogado, empresário e político brasileiro do estado de Minas Gerais, filiado ao Partido Verde (PV). Atualmente exerce o cargo de deputado estadual em Minas Gerais.